# 14e armée de la Garde
Pour les articles homonymes, voir 14e armée.
Ne doit pas être confondu avec 14e armée (Union soviétique).
La 14e armée de la Garde (en russe : 14-я гвардейская общевойсковая армия, abrégé en 14 Гв. ОА) est une unité de l'Armée de terre soviétique créée en 1956, passe à l'Armée de terre russe en 1992 et disparue en 1995 pour être remplacée par le Groupe opérationnel des forces russes en Transnistrie.

## Historique
La 14e armée soviétique est créée le 25 novembre 1956 à Chișinău, sur le territoire de la République socialiste soviétique moldave (une des 15 RSS de l'URSS), dépendant du district militaire d'Odessa. L'armée est principalement constituée à partir de l'ancien 10e corps de fusiliers de la Garde, unité qui avait participé à la conquête de ce territoire lors de l'offensive Dniepr-Carpates en 1944. L'armée comprend quatre divisions de fusiliers motorisés : la 59e de la Garde (en) à Tiraspol, la 86e de la Garde (en) à Bălți, la 88e (renommée 180e en 1964) à Bilhorod-Dnistrovskyï et la 118e (renommée 48e en 1964) à Bolhrad. Le 3 novembre 1967, l'armée est renommée 14e armée de la Garde. En août 1968, la 48e division, retirée de l'armée, est envoyée participer à l'invasion de la Tchécoslovaquie par le pacte de Varsovie, puis stationne à Vysoké Mýto jusqu'à 1990-1991 (rapatriement de la 48e à Tchouhouïv, devenant en 1992 la 6e division de la Garde nationale de l'Ukraine, puis en 1999 la 92e brigade mécanisée). En 1970, la 158e division de fusiliers motorisés est créée à Kagoul et rattachée à la 14e armée, pour être dissoute en 1987.
Le 1er avril 1992, le président russe Boris Eltsine ordonne par décret que la 14e armée de la Garde passe sous les ordres de l'Armée de terre russe. 
Au début de la guerre du Dniestr, le gouvernement russe affirme rester neutre, mais une large partie du personnel de la 14e armée de la Garde (y compris son précédent commandant, le lieutenant-général Gennady Ivanovitch Yakovlev) s'engage dans les milices séparatistes des Forces armées transnistriennes, puisant armes, munitions, équipements et carburants dans les dépôts militaires. Le nouveau commandant, le major-général Alexandre Lebed, arrive le 23 juin 1992 : celui-ci qualifie les Moldaves roumanophones de « fascistes » et les Transnistriens russophones de « hooligans » ou de « bandits ». Le 3 juillet 1992, Lebed fait pilonner par son artillerie (sur la rive gauche du Dniestr) les troupes moldaves près de Bendery (Tighina, sur la rive droite). Un cessez-le-feu est signé le 21 juillet 1992 entre la Russie, la Moldavie et les séparatistes : ces derniers obtiennent théoriquement un territoire autonome, appelé les « unités territoriales autonomes de la rive gauche du Dniestr » (UTAN selon l'acronyme anglais), mais dans la pratique la « république moldave du Dniestr » (la Transnistrie) est un État autoproclamé.
Les unités de la 14e armée de la Garde étant réduites à de très faibles effectifs, elle est renommée « groupe opérationnel des forces russes en Transnistrie » par la directive du 18 avril 1995 entrant en application le 1er juillet 1995, avec officiellement une mission de maintien de la paix.